# Vitrinella stearnsi
Vitrinella stearnsi är en snäckart som beskrevs av Bartsch 1907. Vitrinella stearnsi ingår i släktet Vitrinella och familjen Vitrinellidae. Inga underarter finns listade i Catalogue of Life.